# Unione Sportiva Pergocrema 1932 2010-2011
Questa pagina raccoglie le informazioni riguardanti l 'Unione Sportiva Pergocrema 1932 nelle competizioni ufficiali della stagione 2010-2011.

## Rosa
| N. |                   | Ruolo | Calciatore          |
| -- | ----------------- | ----- | ------------------- |
|    | Italia (bandiera) | C     | Federico Angiulli   |
|    | Italia (bandiera) | C     | Salvatore Basile    |
|    | Italia (bandiera) | A     | Giuseppe Caccavallo |
|    | Italia (bandiera) | D     | Nicola Canzian      |
|    | Italia (bandiera) | C     | Marco Criaco        |
|    | Italia (bandiera) | D     | Giulio Daleno       |
|    | Italia (bandiera) | C     | Niccolò Galli       |
|    | Italia (bandiera) | D     | Daniele Ghidotti    |
|    | Italia (bandiera) | D     | Matteo Gritti       |
|    | Italia (bandiera) | C     | Alex Guerci         |
|    | Italia (bandiera) | D     | Giuseppe Lolaico    |
|    | Italia (bandiera) | A     | Denis Maccan        |
|    | Italia (bandiera) | A     | Giacomo Mammetti    |
|    | Italia (bandiera) | C     | Andrea Marconi      |

| N. |                   | Ruolo | Calciatore             |
| -- | ----------------- | ----- | ---------------------- |
|    | Italia (bandiera) | C     | Samuele Mugelli        |
|    | Italia (bandiera) | D     | Francesco Pambianchi   |
|    | Italia (bandiera) | D     | Aniello Panariello     |
|    | Italia (bandiera) | A     | Elia Pellegrini        |
|    | Italia (bandiera) | A     | Nicolò Pezzotta        |
|    | Italia (bandiera) | D     | Luca Profeta           |
|    | Italia (bandiera) | D     | Luca Ricci             |
|    | Italia (bandiera) | D     | Giuseppe Rizza         |
|    | Cuba (bandiera)   | C     | Samon Reider Rodriguez |
|    | Italia (bandiera) | D     | Fabio Antonio Romeo    |
|    | Italia (bandiera) | P     | Francesco Russo        |
|    | Italia (bandiera) | A     | Luigi Scotto           |
|    | Italia (bandiera) | C     | Luca Simeoni           |
|    | Italia (bandiera) | D     | Federico Tobanelli     |

## Risultati

### Lega Pro Prima Divisione

#### Girone di andata
| 22 agosto 2010, ore 16:00 CEST 1ª giornata | Monza | 2 – 2 referto | Pergocrema |  |

| 29 agosto 2010, ore 15:30 CEST 2ª giornata | Pergocrema | 0 – 0 | Sorrento |  |

| 5 settembre 2010, ore 15:00 CEST 3ª giornata | Como | 1 – 1 | Pergocrema |  |

| 12 settembre 2010, ore 15:00 CEST 4ª giornata | Pergocrema | 0 – 0 | Lumezzane |  |

| 19 settembre 2010, ore 15:00 CEST 5ª giornata | Pergocrema | 2 – 0 | Salernitana |  |

| 26 settembre 2010, ore 15:00 CEST 6ª giornata | Bassano Virtus | 1 – 0 | Pergocrema |  |

| 3 ottobre 2010, ore 15:00 CEST 7ª giornata | Pergocrema | 1 – 1 | SPAL |  |

| 10 ottobre 2010, ore 15:00 CEST 8ª giornata | Spezia | 1 – 1 | Pergocrema |  |

| 17 ottobre 2010, ore 15:00 CEST 9ª giornata | Paganese | 0 – 2 | Pergocrema |  |

| 24 ottobre 2010, ore 15:00 CEST 10ª giornata | Pergocrema | 1 – 2 | Pavia |  |

| 31 ottobre 2010, ore 14:30 CEST 11ª giornata | Gubbio | 0 – 2 | Pergocrema |  |

| 7 novembre 2010, ore 14:30 CET 12ª giornata | Pergocrema | 1 – 1 | Alessandria |  |

| 14 novembre 2010, ore 14:30 CET 13ª giornata | Südtirol | 2 – 0 | Pergocrema |  |

| 21 novembre 2010, ore 14:30 CET 14ª giornata | Pergocrema | 0 – 1 | Reggiana |  |

| 28 novembre 2010, ore 14:30 CET 15ª giornata | Cremonese | 1 – 1 | Pergocrema |  |

| 5 dicembre 2010, ore 14:30 CET 16ª giornata | Pergocrema | 1 – 2 | Ravenna |  |

| 12 dicembre 2010, ore 14:30 CET 17ª giornata | Verona | 0 – 0 | Pergocrema |  |

#### Girone di ritorno
| 5 gennaio 2011, ore 14:30 CET 18ª giornata | Pergocrema | 1 – 1 | Monza |  |

| 9 gennaio 2011, ore 14:30 CET 19ª giornata | Sorrento | 4 – 0 | Pergocrema |  |

| 16 gennaio 2011, ore 14:30 CET 20ª giornata | Pergocrema | 1 – 0 | Como |  |

| 23 gennaio 2011, ore 14:30 CET 21ª giornata | Lumezzane | 1 – 1 | Pergocrema |  |

| 6 febbraio 2011, ore 14:30 CET 22ª giornata | Salerno | 1 – 0 | Pergocrema |  |

| 13 febbraio 2011, ore 14:30 CET 23ª giornata | Pergocrema | 1 – 2 | Bassano Virtus |  |

| 20 febbraio 2011, ore 14:30 CET 24ª giornata | SPAL | 0 – 1 | Pergocrema |  |

| 27 febbraio 2011, ore 14:30 CET 25ª giornata | Pergocrema | 2 – 2 | Spezia |  |

| 13 marzo 2011, ore 14:30 CET 26ª giornata | Pergocrema | 0 – 0 | Paganese |  |

| 21 marzo 2011, ore 20:45 CET 27ª giornata | Pavia | 1 – 0 | Pergocrema |  |

| 27 marzo 2011, ore 15:00 CEST 28ª giornata | Pergocrema | 1 – 1 | Gubbio |  |

| 10 aprile 2011, ore 15:00 CEST 29ª giornata | Alessandria | 2 – 1 | Pergocrema |  |

| 17 aprile 2011, ore 15:00 CEST 30ª giornata | Pergocrema | 3 – 0 | Südtirol |  |

| 23 aprile 2011, ore 15:00 CEST 31ª giornata | Reggiana | 1 – 0 | Pergocrema |  |

| 1º maggio 2011, ore 15:00 CEST 32ª giornata | Pergocrema | 2 – 1 | Cremonese |  |

| 8 maggio 2011, ore 15:00 CEST 33ª giornata | Ravenna | 3 – 1 | Pergocrema |  |

| 15 maggio 2011, ore 15:00 CEST 34ª giornata | Pergocrema | 0 – 0 | Verona |  |

#### Play-off
| 29 maggio 2011, ore 16:00 CEST Finale | Monza | 1 – 0 | Pergocrema |  |

| 5 giugno 2011, ore 16:00 CEST Finale | Pergocrema | 1 – 0 | Monza |  |

### Coppa Italia Lega Pro
| Arbitro: | Minelli (Varese) |

|  |           |                           |
|  | Marcatori | 26’ Vecchio 88’ Spampatti |

| Busto Arsizio 18 agosto 2010, ore 17:00 CEST 2ª giornata                                          | Pro Patria | 3 – 2                         | Pergocrema | Stadio Carlo Speroni |
| \| \| \| \| \| Bruccini 35’ Pacilli 50’ Ripa 95’ \| Marcatori \| 64’ Ghidotti 70’ (rig.) Rizza \| |            |                               |            |                      |
|                                                                                                   |            |                               |            |                      |
| Bruccini 35’ Pacilli 50’ Ripa 95’                                                                 | Marcatori  | 64’ Ghidotti 70’ (rig.) Rizza |            |                      |

| Arbitro: | Penno (Nichelino) |

|                                |           |                                  |
| Bergamelli 17’ Maccan 59’, 81’ | Marcatori | 38’ (rig.) Battaglino 40’ Gualdi |

| Arbitro: | Benassi (Bologna) |

|          |           |  |
| Buda 66’ | Marcatori |  |

| 8 settembre 2010 5ª giornata |  | – Turno di riposo |  |  |

## Statistiche

### Statistiche di squadra
| Competizione             | Punti | In casa | In casa | In casa | In casa | In casa | In casa | In trasferta | In trasferta | In trasferta | In trasferta | In trasferta | In trasferta | Totale | Totale | Totale | Totale | Totale | Totale | DR |
| Competizione             | Punti | G       | V       | N       | P       | Gf      | Gs      | G            | V            | N            | P            | Gf           | Gs           | G      | V      | N      | P      | Gf     | Gs     | DR |
| ------------------------ | ----- | ------- | ------- | ------- | ------- | ------- | ------- | ------------ | ------------ | ------------ | ------------ | ------------ | ------------ | ------ | ------ | ------ | ------ | ------ | ------ | -- |
| Lega Pro Prima Divisione | 36    | 17      | 4       | 9       | 4       | 17      | 14      | 17           | 3            | 6            | 8            | 13           | 21           | 34     | 7      | 15     | 12     | 30     | 35     | -5 |
| Play-out                 | -     | 1       | 1       | 0       | 0       | 1       | 0       | 1            | 0            | 0            | 1            | 0            | 1            | 2      | 1      | 0      | 1      | 1      | 1      | 0  |
| Coppa Italia Lega Pro    | -     | 2       | 1       | 0       | 1       | 3       | 4       | 2            | 0            | 0            | 2            | 2            | 4            | 4      | 1      | 0      | 3      | 5      | 8      | -3 |
| Totale                   | -     | 20      | 6       | 9       | 5       | 21      | 18      | 20           | 3            | 6            | 11           | 15           | 26           | 40     | 9      | 15     | 16     | 36     | 44     | -8 |

### Andamento in campionato
| Giornata  | 1 | 2  | 3  | 4  | 5 | 6  | 7  | 8  | 9  | 10 | 11 | 12 | 13 | 14 | 15 | 16 | 17 | 18 | 19 | 20 | 21 | 22 | 23 | 24 | 25 | 26 | 27 | 28 | 29 | 30 | 31 | 32 | 33 | 34 |
| --------- | - | -- | -- | -- | - | -- | -- | -- | -- | -- | -- | -- | -- | -- | -- | -- | -- | -- | -- | -- | -- | -- | -- | -- | -- | -- | -- | -- | -- | -- | -- | -- | -- | -- |
| Luogo     | T | C  | T  | C  | C | T  | C  | T  | T  | C  | T  | C  | T  | C  | T  | C  | T  | C  | T  | C  | T  | T  | C  | T  | C  | C  | T  | C  | T  | C  | T  | C  | T  | C  |
| Risultato | N | N  | N  | N  | V | P  | N  | N  | V  | P  | V  | N  | P  | P  | N  | P  | N  | N  | P  | V  | N  | P  | P  | V  | N  | N  | P  | N  | P  | V  | P  | V  | P  | N  |
| Posizione | 9 | 12 | 11 | 13 | 9 | 11 | 13 | 13 | 11 | 12 | 8  | 9  | 11 | 13 | 13 | 15 | 15 | 15 | 15 | 13 | 14 | 14 | 16 | 15 | 16 | 16 | 16 | 16 | 16 | 14 | 14 | 14 | 14 | 14 |

Legenda:

Luogo: C = Casa; T = Trasferta. Risultato: V = Vittoria; N = Pareggio; P = Sconfitta.